# Fazlollah Nikkhah
Fazlollah Nikkhah (pers. فضل الله نیکخواه, ur. 24 lipca 1930 w Teheranie, zm. 28 maja 2014 w Ann Arbor) – irański pięściarz, reprezentant kraju podczas igrzysk olimpijskich w 1952 w Helsinkach.
Na igrzyskach w Helsinkach wystąpił w turnieju wagi koguciej. W pierwszej rundzie miał wolny los, w drugiej przegrał z Gang Jun-Ho z Korei Południowej.